# Baronia di Sax-Forstegg

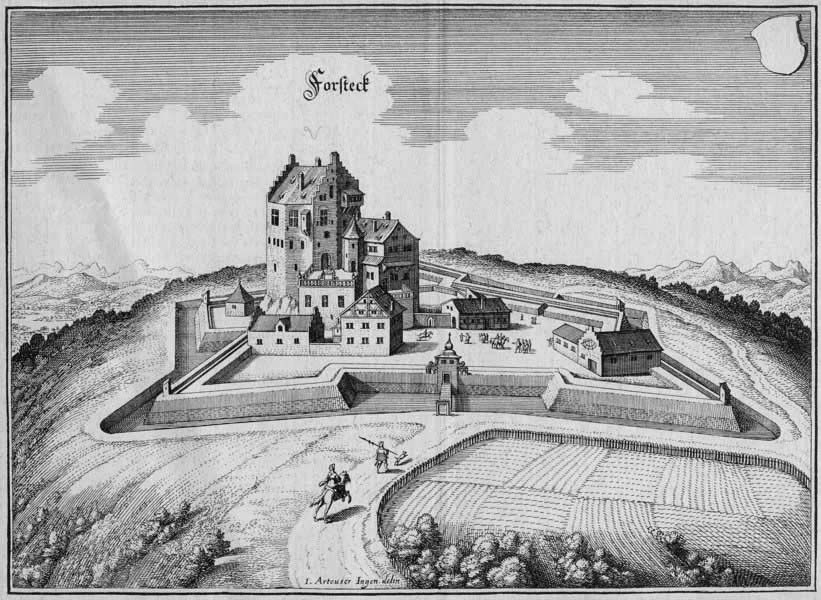
Il castello di Forstegg intorno al 1630.

La Baronia di Sax-Forstegg era un territorio della valle alpina del Reno, comprendente gli insediamenti di Sennwald e Altstätten, oggi parte del Canton San Gallo, in Svizzera. Prende il nome dalla famiglia baronale dei De Sacco (poi germanizzati in von Sax) e dal loro castello di Forstegg. Fu creato con la divisione dell'antica signoria dei von Sax neidue rami degli Hohensax e dei Frischenberg alla fine del XIV secolo. Nel 1458 i signori di Sax-Forstegg stipularono un patto con la Confederazione Svizzera. Inoltre, erano anche cittadini di San Gallo dal 1463 e cittadini di Zurigo dal 1486.
Il barone Ulrich VII von Sax ricevette in dono dalla Confederazione i villaggi di Frischenberg e Lienz nel 1490. Fu comandante militare di successo a fianco della Confederazione nella guerra sveva del 1499. La Riforma svizzera fu introdotta a Sax-Forstegg nel 1553. Il territorio fu acquisito da Zurigo nel 1615. Sax-Forsteg rimase un baliato di Zurigo fino al crollo della Vecchia Confederazione Svizzera nel 1798. Fu annessa al cantone di Linth nel 1798 e divenne parte del cantone di San Gallo nel 1803, dal 1831 nel distretto di Werdenberg.